# Söğütlüağıl, Zara
Söğütlüağıl là một xã thuộc huyện Zara, tỉnh Sivas, Thổ Nhĩ Kỳ. Dân số thời điểm năm 2011 là 56 người.